# Die schönsten Beine von Berlin
Die schönsten Beine von Berlin ist der Titel eines stummen Revuefilms, der Regisseur Willi Wolff 1926/27 in Berlin für die Produktionsfirma seiner Frau, die Ellen Richter-Film GmbH Berlin, nach einem Drehbuch realisierte, das er zusammen mit Robert Liebmann verfasst hatte. Ellen Richter übernahm auch die Hauptrolle der Tänzerin Dolores; ihre Gegnerin im Wettbewerb, die Tänzerin Poupette, spielte Dina Gralla. Prickelnde Revue-Atmosphäre beschworen Auftritte der Tanztruppen Charell Boys, Dodge Sisters und Original Lawrence Tiller Girls herauf, für bodenständigen comic relief sorgten bekannte Berliner Komiker wie Henry Bender, Kurt Gerron und Kurt Lilien.

## Handlung
Eine Schönheitskonkurrenz vor dem Hintergrund einer großen Revue in einem hauptstädtischen Varieté-Theater bietet willkommene Gelegenheit, die ‘schönsten Beine von Berlin’ ausgiebig ins Bild zu rücken. Für Spannung sorgen dabei die privaten Verwicklungen der um den Preis ringenden Damen, der Tänzerinnen Dolores und Poupette. In lustigen Szenen sind Bühnenkomiker wie Bender, Gerron und Lilien zu sehen. Zusätzliche Schauwerte bieten die Tanzdarbietungen der legendären Lawrence Tiller Girls, der Dodge Sisters und der Charell Boys.

## Hintergrund
Der Film lag am 17. März 1927 unter der Nummer B.15 274 der Prüfstelle in Berlin vor und erhielt Jugendverbot. Die Uraufführung fand am 28. Juli 1927 in Berlin im repräsentativen Großkino U.T. Kurfürstendamm statt.
Der Film wurde von der Universum Film UFA in Deutschland unter dem Originaltitel „Die schönsten Beine von Berlin“ verliehen. In Österreich lief er unter dem Verleihtitel „Die Frau mit den schönsten Beinen“, später auch als „Die große Revue“.
Die Filmbauten schuf Ernst Stern, die Illustrationsmusik im Kino schrieb und dirigierte Otto Stenzel.
Der Film bekam auch einen Titelschlager, den Walter Kollo auf einen Text von Willi Wolff komponierte. Er war auch außerhalb des Kinos erfolgreich und ist mehrfach in Grammophonaufnahmen bekannter Kapellen überliefert:
- Die schönsten Beine von Berlin : Fox und Charleston / Walter Kollo – Text von Willi Wolff. Paul Godwin m.s. Künstler-Ensemble u. Gesang. Schallplatte “Grammophon” 21 089 / B 41 845 (mx. 608 bd), aufgen. 1927[7]

- Die schönsten Beine von Berlin : Fox und Charleston aus dem gleichnamigen Film / Walter Kollo – Text von Willi Wolff. Odeon-Tanz-Orchester mit Gesang. Odeon O-2194 (Matrizennummer Be 5907), auch Beka B.6192-I (mx. 34 146) als “Saxophon-Orchester Dobbri”, aufgen. 1927[8]

Anm.: Robert Gilbert (eigentlich: Robert David Winterfeld) schrieb bereits 1924 zur Melodie von Fritz Loewe einen Schlagertext „Kathrin, du hast die schönsten Beine von Berlin“ und hatte damit seinen ersten Erfolg.

## Rezeption
Die Titelseite einer Münchener Illustrierten vom 9. Dezember 1927 zitierte den Filmtitel als Überschrift zu einem Photo, worauf eine (auf dem Tisch stehend ihre Beine zeigende) Frau Meyn, die Filmdiva Fern Andra und ihr damaliger Gatte, der Mittelgewichts-Boxer Kurt Prenzel, zu sehen sind.